# Hipsway
Hipsway est un groupe de pop rock écossais actif entre 1984 et 1989 et reformé en 2016.

## Historique
Hipsway est formé à Glasgow en 1984 par Johnny McElhone, ancien bassiste d'Altered Images, en compagnie du chanteur Grahame Skinner, du batteur Harry Travers (tous deux ex-membres du groupe Kites) et du guitariste Pim Jones.
Le quatuor signe chez Mercury Records et sort deux singles en 1985, The Broken Years et Ask the Lord. C'est avec le troisième simple, The Honeythief sorti en 1986, que le groupe connaît le succès, 17e dans les charts britanniques et 19e dans le Billboard Hot 100 aux États-Unis, tandis que le premier album, Hipsway, est publié, obtenant une 42e place au Royaume-Uni,.
Une nouvelle version de Ask the Lord voit le jour, suivie du single Long White Car, qui connaissent un succès modéré.
Johnny McElhone quitte Hipsway pour se consacrer à son nouveau projet : Texas. Le groupe continue sans lui et enregistre en 1989 un second album Scratch the Surface, avec Stephen Ferrera à la place de Harry Travers à la batterie.
Mais l'album est un échec commercial et le groupe se sépare peu de temps après sa sortie.
Grahame Skinner formera ensuite plusieurs groupes, certains éphémères: Witness, où il retrouve Pim Jones, The Pleasurelords, Cowboy Mouth, Bruise, The Skinner Group.
En 2016, Grahame Skinner et Pim Jones reforment Hipsway.
En décembre 2018, le groupe sort un nouvel album, Smoke & Dreams,. 

## Discographie

### Albums studio
- 1986 - Hipsway (Réédition en 2019, agrémenté d'un CD bonus de remixes & faces B)
- 1989 - Scratch the Surface (réédité sous le titre The Rest of Hipsway en 1997)
- 2018 - Smoke & Dreams

### Singles
- 1985 - The Broken Years
- 1985 - Ask the Lord
- 1986 - The Honeythief
- 1986 - Ask the Lord (nouvelle version)
- 1986 - Long White Car
- 1989 - Your Love